# 毛果冬青
毛果冬青（学名：Ilex trichocarpa）是冬青科冬青属的植物，是中国的特有植物。分布于中国大陆的云南等地，一般生长在灌木林中，目前已由人工引种栽培。